# Maerua nuda
Maerua nuda är en kaprisväxtart som beskrevs av S. Elliot. Maerua nuda ingår i släktet Maerua och familjen kaprisväxter. Inga underarter finns listade i Catalogue of Life.